# Жозе Сарні
Жозе́ Рібама́р Фере́йра ді Ара́ужу Ко́ста Сарні (порт. José Ribamar Ferreira de Araújo Costa Sarney; нар. 24 квітня 1930) — бразильський політик, письменник і державний діяч. Губернатор штату Мараньян з 1966 до 1971 року, президент країни з 1985 до 1990 року, спікер Сенату у 1995–1997, 2003–2005 та з 2009 року.

## Біографія
Жозе Сарні народився в місті Піньєйру, штат Мараньян.
Закінчив юридичний факультет Федерального університету Мараньян в 1953. В цей час він вступив до Академії мистецтв Мараньян і був частиною руху Мараньянських поетів, які почали постмодернізм в державі. Приєднався до політичної кар'єру і вступив в Партію соціал-демократів. Болотувався конгресменом в 1954 році, але не буде обраний. Перейшов в Національно-демократичний союз в 1958 році. Тоді він був обраний заступником федерального на виборах цього року і в 1962 губернатором Мараньян. В 1965 році він був обраний Сенатором Арени. Вступив в Партію бразильського демократичного руху в 1984, тоді і став кандидатом на пост віцепрезидента замість Танкредо Невеса. На президентських виборах 1985 шляхом непрямих виборів колегія виборців обрала президентом Танкредо Невеса, однак, він важко захворів і помер незадовго до вступу на посаду. Так Сарні зайняв пост президента в квітні.
Під час його перебування на посаді, були відновлені прямі вибори президента, мерів і губернаторів. Було схвалено Конгресом право голосувати неграмотним і була прийнята Конституції Бразилії 1988 року на Національній установчій асамблеї.
З іншого боку, його уряд також був відзначений за звинуваченням у корупції, лунали звинувачення у завищенні цін і порушення в державних тендерах і політичний фаворитизм в громадських поступок радіо- і телевізійних станціях. В економічній області були реалізовані різні плани по боротьбі з гіперінфляцією, але все вдалося, і кінець уряду Сарни країна загрузла в спаді.
В області зовнішньої політики, Бразилія переорієнтувалась на комуністичні країни (такі як Китай і колишнього Радянського Союзу), відновила відносини з Кубою і звужує зв'язки з Аргентиною і Уругваєм, з підписанням протоколу Південноамериканським спільним ринком. Після відходу з посади, Сорні був обраний сенатором Амапи в 1990 році, посаду якої він тримає сьогодні.

## Раннє життя
Народився в Пинейрі 24 квітня 1930. Його батько був членом суду Мараньян, спочатку як прокурор, а потім Суддею. З політичних причин був Жозе не приймали в декількох графств Мараньян. Таким чином, син зробив свої первинні спроби вступити в Колеж Мота-молодшого в Сан Бенто. У січні 1942 року, коли йому було 12 років, батько заплатив і Сарні здав перший вступний іспит в середню школу Мараньяо в Сент-Луїсі. В 14 років почав свою студентську політичну діяльність президентом Мараньянської вищої школи та редагував газету «Вища школа». Як лідер студентів взяв участь у 1945 у демонстрацій падіння диктатури Варгаса і був заарештований разом з групою колег після акту в театрі Артур Азеведо.

## Професійна кар'єра
У 1947 році брав участь в доповіді, опублікованій в конкурсній газеті «Об'єктивний», Асоціації журналів, використовуючи псевдонім «Джо-Айленд». Створив кращу звітність, а потім найнявсь як репортер.
У 1950 році у віці 20 років, він вступив в юридичну школу і почав на обіймати посаду голови додатку газети «Література і мистецтво». Після деякого часу створює власний літературний додаток. У той час він був шанований в інтелектуальних колах Сент-Луїса. У коледжі він приєднався до Мараньянського студентського союзу.
У 1953 році закінчив юридичний факультет Мараньян, в цей час він приєднався до Мараньянської академії.
У 1955 році він викладав Закони дисципліни, працював на факультеті соціальної роботи в Католицькому університеті Мараньян, але потім відмовився від кар'єри в політиці.

## Спадщина
Сім'я Сарні володіє одним з найбільших статків Мараньян, з десятками нерухомості та засобів масової інформації (зокрема, собняк в Пеббл-Біч, який Сарні включив в свою декларації активів).

## Політична кар'єра
Жозе Сарні — бразильський політик з великою кар'єрою (59 років) на національному рівні, долаючи сенатора де Абреу (53 роки і 36 політичної кар'єри як сенатор на все життя). Руй Барбоза, найбільш стійкий політик в республіканський період, був сенатором протягом 31 років проти 36 Сарні. Під час його громадського життя Жозе Сарні служив впродовж дії чотирьох конституцій (1946, 1967, 1969 і 1988, остання була ухвалена за його президентства), керував чотирма урядами відповідно до Конституції 1946, шістьма військовими урядами. Як це не парадоксально, закінчилася тим, що він був першим цивільним президентом після військового режиму, через смерть Танкредо Невес.

## Конгресмен
Політична кар'єра Жозе Сарні почалася в 1954 році У цьому році відзначається самогубством Г. Варгас, Сарні врерше брав участь у виборах соціал-демократичної партії (СДП). Без грошей і без зв'язків, зробив це тільки за третьої спроби. Але в перший рік законодавчої влади в 1955 році, у віці 25 років, він тимчасово прийняв мандат конгресмена .Але згодом переходить до Національно-демократичного союзу (УДН). Тимчасовий мандат був повернутий кілька разів в наступні роки. Жозе Сарні став головою регіонального відділення УДН. Сарні був визнаний в опозиції, в основному завдяки своїй активній ролі як депутата, набув популярності в Мараньян. Згодом був обраний віцепрезидентом УНД. Представлені в керівництві партії оновлюють групу.
Був в опозиції до уряду Жуселіну Кубічек. Прагнув покінчити з політичними кризами, які були з 1963, а наприкінці 1964 завершились військовим переворотом. Був одним з небагатьох, хто виступав проти чистки парламентаріїв, стверджуючи, що вони можуть бути зроблені тільки в конституційних норм.

## Губернатор Мараньяну
У 1965 Жозе Сарні не покинув посаду губернатора Мараньян. Перед виборами виборчий Суд постановив про ліквідацію двох п'ятих виборців. Вибори велися під захистом федеральних військ. Жозе Сарні здобув впевнену перемогу: отримав 120 тисяч голосів.
Державні інвестиції Сарні збільшив на 2000 %. Електропостачання в Мараньян були збільшені. Дороги з твердим покриттям з 13 кілометрів збільшені до сотень кілометрів, до якої увійшла, Сент-Луїс — Терезина. Відкрив порт Ітаки і покінчив зі зростанням чисельності міського населення Сент-Луїсу, почав будівництво моста в Сан-Франциско, який відкрив шлях у північні пляжі острова, і греблю, яка дозволила доступ до краю Ітаки.
За уряду Сарні був створений федеральний університет Мараньяу, який підготував ґрунт для Державного університету Мараньян. У галузі охорони здоров'я був побудований Генеральний госпіталь в Сент-Луїсі, створено велику кількість медичних клінік всередині Мараньян.
У 1968 відбувся конфлікт із Жуселіну Кубічеком. Повернувшись у Сент-Луїс, Сарні зробив заяву по радіо і телебаченню: «Мій мандат — вільний мандат, який був даний мені з волі народу, я прагнув здійснювати її повну незалежність. У той час, я йду з високо піднятою головою, але буду шановним і гідними імені і народу цієї землі. Я не можу бути підлеглим або поспішним. Я знаю величину тієї позиції, що я займаю, і свої обов'язки в минулому, сьогоденні і майбутньому Мараньяну».